# Megastigmus atlanticus
Megastigmus atlanticus is een vliesvleugelig insect uit de familie Torymidae. De wetenschappelijke naam is voor het eerst geldig gepubliceerd in 2003 door Roques & Skrzypzynska.